# 蒂姆·扬 (棒球运动员)
蒂姆·扬（英語：Tim Young，1973年10月15日—），美国男子棒球运动员，场上位置是投手。他曾代表美国国家队参加2000年夏季奥林匹克运动会棒球比赛，获得一枚金牌。

## 外部連結
- 蒂姆·扬在美國職棒（英语）
- 蒂姆·扬在日本職棒（英语）
- 蒂姆·扬在中華職棒
- 蒂姆·扬在Baseball-Reference.com（大聯盟）（英语）
- 蒂姆·扬在Baseball-Reference.com（小聯盟以及海外聯盟）（英语）
- 蒂姆·扬在ESPN（MLB）（英语）
- 蒂姆·扬在FanGraphs.com（英语）
- 蒂姆·扬在The Baseball Cube（英语）
- 蒂姆·扬在Olympedia（英语）